# 閻守恭
阎守恭（?—?），宋朝并州榆次（今属山西）人，北宋軍人。
阎荣之子。生于宋建隆三年(962年)。治军以严著称。明道初年，解除军职，授德州刺史，出京为陕西路（今陕西西安）兵马钤辖。又調往並代路（今山西太原）。明道二年（1033年）尚在世。

## 延伸阅读
[在维基数据编辑]
 《宋史/卷323》，出自脱脱《宋史》